# キース・ウッド
キース・ウッド (Keith Wood、1972年1月27日 - )はアイルランド出身の元ラグビーユニオン選手。現役時代のポジションはフッカー。激しく献身的なプレーのみならずスピードがありキックも蹴ることができる世界屈指のフッカーとして知られた。

## キャリア
- アイルランド、リムリックのギャリーオーウェンFCでキャリアをスタートし、1995年にイングランドのハーレクインズに加入した。
- テストマッチデビューは1994年のオーストラリア代表戦であり[1]、現役を引退するまでに通算58キャップを獲得した。
- 1997年からはアイルランド代表のキャプテンを務めた。
- 1999年からは地元アイルランドのマンスターでプレー。
- 2000年にはハーレクインズに復帰。
- 1997年と2001年にはブリティッシュ・アンド・アイリッシュ・ライオンズのメンバーとして南アフリカ、オーストラリアにそれぞれ遠征した。
- 2001年、IRB年間最優秀選手賞を受賞した。
- 2003年のラグビーワールドカップオーストラリア大会におけるフランス代表戦を最後に31歳で現役を引退[2]。